# إتش إس بي سي السعودية
إتش إس بي سي السعودية العربية (بالإنجليزية: HSBC Saudi Arabia)‏ هو مشروع مشترك بين البنك السعودي البريطاني (بنك ساب) وبنك إتش إس بي سي، الذي تم تأسيسه في عام 2005، كشركة ذات مسؤولية محدودة يقع مقرها في الرياض، السعودية برأس مال قدره 50 مليون ريال سعودي (13.33 مليون دولار أمريكي). كان تاريخ الترخيص لهذه الشركة 1426/10/17 هجري، الموافق 2005/11/19 ميلادي.
إنه أول بنك استثماري متكامل الخدمات متكامل الخدمات يتم إنشاؤه في السعودية، ويعمل كذراع الخدمات المصرفية الاستثمارية لبنك إتش إس بي سي في المملكة.
يقدم البنك خدمات في تمويل الشركات وإدارة الأصول والوساطة في الأسهم والأمان. توظف أكثر من 300 موظفاً. البنك هو أحد مكونات بورصة السوق المالية السعودية التداول.
استحوذ بنك السوق المالية السعودية (تداول) البريطاني على 49% من المشروع المشترك، بينما امتلك بنك ساب 51% حتى أكتوبر 2019، عندما استحوذت مجموعة إتش إس بي سي على أسهم من بنك ساب لتصبح المساهم الرئيسي بحصة 51%.

## الأهداف الرئيسية
- توفير خدمات بنكية استثمارية ذات مستوى راقٍ وواسع النطاق.
- قيادة التحول في سوق البورصة السعودية.
- ان يكون الاختيار الأمثل والأفضل للخدمات المالية التمويلية المشتركة ( الطروح المبدئية للعموم والاندماجات والاستحواذ والإصدارات الخاصة).
- ان تكون من الشركات الرائدة في مجال الاستشارة والتمويل المالي.
- توفير خدمة بنكية ذات جودة عالية واستشارات استثمارية متميزة.[3]

## وصلات خارجية
- HSBC Saudi Arabia